# رون يونغ (عسكري)
رون يونغ (بالإنجليزية: Ron Young)‏ هو عسكري أمريكي، ولد في 1977 في فيلا ريكا في الولايات المتحدة.